# L'amore della donna venale
L'amore della donna venale (L'amour de la femme vénale, tradotto dal bulgaro Любовта на продажната жена) è un breve saggio dello scrittore francese Octave Mirbeau sulla prostituzione, pubblicato in Bulgaria, nella città di Plovdiv, nel 1922. Non è stata ancora trovata traccia del testo originale francese. Tradotto in francese da Alexandre Levy, questo saggio è stato pubblicato nel 1994 dalle edizioni Indigo–Côté Femmes, con due prefazioni: una di Pierre Michel, l'altra dello storico Alain Corbin.

## Riabilitazione della prostituta
Probabilmente scritto negli anni 1911-1913, il piccolo volume è diviso in sei capitoli: “Origine della prostituta”, “Il corpo della prostituta”, “La visita”, “L'odio ed il coraggio della prostituta”, “L'amore della prostituta'” e “Il suo futuro”. Mirbeau si propone di riabilitare le prostitute, che sono doppiamente vittime dell'organizzazione sociale : da un lato, sono le vittime delle condizioni economiche e sociali imposte alle donne delle classi povere ; e, dall'altro, dell'ipocrisia della classe dominante, che disprezza e condanna, per ragioni “morali” e religiose, delle donne assolutamente necessarie all'ordine borghese, a causa del matrimonio monogamico e della frustrazione sessuale.
Per il romanziere francese, c'è una guerra fra i sessi, e le prostitute, sfruttate ed umiliate, costituiscono l'avanguardia della lotta femminile, perché non possono essere ingannate dalle apparenze e dai discorsi ipocriti degli uomini, di cui scoprono la nudità repulsiva, come la cameriera Celestina de Il diario di una cameriera. Le donne venali sono potenzialmente degli anarchici radicali e le loro relazioni sessuali coi loro clienti diventano spesso una specie di duello. Questo duello, lo vince la prostituta, perché sa svegliare il desiderio dell'uomo ed è capace di sopportare tutto.
Mirbeau esprime anche la sua pietà dolorosa e la sua ammirazione per il coraggio delle sue sorelle di miseria, che vivono e muoiono in condizioni spaventose.
Egli esige che le prostitute possano beneficiare degli stessi diritti e dello stesso riconoscimento sociale degli altri lavoratori ; e sogna, senza credervi, di un'epoca lontana dove i loro servizi sarebbero riconosciuti giustamente. Ma allora il loro lavoro non avrebbe più nulla da vedere colla “prostituzione” attuale.